# 特雅王后
| U33 | i | i | Z4 | B1 |

| U33 | i | i | Z4 | B1 |

特雅王后（英語：Tiye (20th dynasty)）( ? -约公元前1155年4月)古埃及第二十王朝第二任法老拉美西斯三世的第二任皇后，彭塔瓦尔之母。拉美西斯三世在他的前四个孩子相继去世后，封他与他的宠妃蒂蒂克拉的儿子拉美西斯四世为太子，她因处于嫉妒并想让其子登上皇位而策划暗杀拉美西斯三世，并勾结大臣一同暗杀法老，于公元前1155年4月，他们请了刺客暗杀法老，策划后14天后，法老便被暗杀了，特雅王后在暗杀拉美西斯三世后，与一票大臣一起遭逮捕，之后便没了她的记载，她是否被处死有待考证，彭塔瓦尔亦受其牵连而于自己的房间内自杀，此事在历史上称为拉美西斯三世宫廷密谋事件。她与彭塔瓦尔的墓室则遭到破坏，盗劫并把他们的名字抠去，因为埃及人担心他们到天堂去享福。由于特殊历史之缘故，特雅王后之木乃伊至今亦无发现。

## 扩展阅读
- Pascal Vernus, Affairs and Scandals in Ancient Egypt, Cornell University Press 2003
- James Henry Breasted, Ancient Records of Egypt, Part Four, Chicago 1906